# Shun Morishita
Shun Morishita (født 11. maj 1986) er en japansk fodboldspiller, som spiller for den japanske fodboldklub Júbilo Iwata.